# Campeonato Sul-Mato-Grossense de Futebol de 2012
O Campeonato Sul-Mato-Grossense de 2012 foi a trigésima quarta edição desta competição futebolística organizada pela Federação de Futebol de Mato Grosso do Sul.
O título desta edição ficou com o Águia Negra, que conquistou o campeonato após empatar as duas partidas da final contra o Naviraiense, ficando com o troféu pelo critério de melhor campanha. Com esses resultados, o clube obteve o seu segundo título na história da competição e também o direito de disputar a Copa do Brasil de 2013 e a Série D de 2013.

## Formato e participantes
O regulamento do Campeonato Sul-Mato-Grossense de 2012 permaneceu semelhante ao do ano anterior, com a redução do número de participantes de 16 para 14. Na primeira fase, as agremiações foram divididas em dois grupos, pelos quais disputaram jogos de turno e returno contra os adversários do próprio chaveamento. Os quatro melhores de cada grupo classificaram-se para as quartas de final, disputadas em partidas eliminatórias com os vencedores dos confrontos avançando até a final. Os catorze participantes dessa edição foram:
- Águia Negra
- Aquidauanense
- CENE
- Chapadão
- Colorado
- Comercial
- Itaporã
- Ivinhema
- Maracaju
- Misto
- MS/Saad
- Naviraiense
- Sete de Dourados
- URSO

## Resultados
Os resultados das partidas da competição estão apresentados nos chaveamentos abaixo. A primeira fase foi disputada por pontos corridos, com os seguintes critérios de desempates sendo adotados em caso de igualdades: número de vitórias, saldo de gols, número de gols marcados, confronto direto entre duas equipes, melhor campanha na primeira fase e sorteio. Por outro lado, as fases eliminatórias consistiram de partidas de ida e volta, as equipes mandantes da primeira partida estão destacadas em itálico e as vencedoras do confronto, em negrito. Conforme preestabelecido no regulamento, o resultado agregado das duas partidas definiram quem avançou à final, que foi disputada por Águia Negra e Naviraiense e vencida pela primeira equipe, que se tornou campeã da edição.

### Fases finais
|  | Quartas de final | Quartas de final | Quartas de final | Quartas de final |   |             | Semifinais       | Semifinais       | Semifinais       | Semifinais       |  |             | Final         | Final         | Final         | Final         |  |  |
|  | 11 a 15 de abril | 11 a 15 de abril | 11 a 15 de abril | 11 a 15 de abril |   |             | 21 a 29 de abril | 21 a 29 de abril | 21 a 29 de abril | 21 a 29 de abril |  |             | 2 e 9 de maio | 2 e 9 de maio | 2 e 9 de maio | 2 e 9 de maio |  |  |
|  |                  |                  |                  |                  |   |             |                  |                  |                  |                  |  |             |               |               |               |               |  |  |
|  | Misto            | 1                | 3                | 4                |   |             |                  |                  |                  |                  |  |             |               |               |               |               |  |  |
|  | Ivinhema         | 1                | 1                | 2                |   |             |                  |                  |                  |                  |  |             |               |               |               |               |  |  |
|  | Ivinhema         | 1                | 1                | 2                |   | Misto       | 1                | 1                | 2                |                  |  |             |               |               |               |               |  |  |
|  |                  |                  |                  |                  |   | Misto       | 1                | 1                | 2                |                  |  |             |               |               |               |               |  |  |
|  |                  | Naviraiense      | 2                | 4                | 6 |             |                  |                  |                  |                  |  |             |               |               |               |               |  |  |
|  | Naviraiense      | Naviraiense      | 2                | 4                | 6 | 3           | 2                | 5                |                  |                  |  |             |               |               |               |               |  |  |
|  | Naviraiense      |                  |                  |                  |   | 3           | 2                | 5                |                  |                  |  |             |               |               |               |               |  |  |
|  | Aquidauanense    | 1                | 2                | 3                |   |             |                  |                  |                  |                  |  |             |               |               |               |               |  |  |
|  | Aquidauanense    | 1                | 2                | 3                |   |             |                  |                  |                  |                  |  | Naviraiense | 1             | 0             | 1             |               |  |  |
|  |                  |                  |                  |                  |   |             |                  |                  |                  |                  |  | Naviraiense | 1             | 0             | 1             |               |  |  |
|  |                  | Águia Negra (mc) | 1                | 0                | 1 |             |                  |                  |                  |                  |  |             |               |               |               |               |  |  |
|  | CENE             | Águia Negra (mc) | 1                | 0                | 1 | 2           | 1                | 3                |                  |                  |  |             |               |               |               |               |  |  |
|  | CENE             |                  |                  |                  |   | 2           | 1                | 3                |                  |                  |  |             |               |               |               |               |  |  |
|  | Águia Negra      | 2                | 3                | 5                |   |             |                  |                  |                  |                  |  |             |               |               |               |               |  |  |
|  | Águia Negra      | 2                | 3                | 5                |   | Águia Negra | 2                | 1                | 3                |                  |  |             |               |               |               |               |  |  |
|  |                  |                  |                  |                  |   | Águia Negra | 2                | 1                | 3                |                  |  |             |               |               |               |               |  |  |
|  |                  | Chapadão         | 1                | 0                | 1 |             |                  |                  |                  |                  |  |             |               |               |               |               |  |  |
|  | Sete de Dourados | Chapadão         | 1                | 0                | 1 | 0           | 0                | 0                |                  |                  |  |             |               |               |               |               |  |  |
|  | Sete de Dourados |                  |                  |                  |   | 0           | 0                | 0                |                  |                  |  |             |               |               |               |               |  |  |
|  | Chapadão         | 0                | 3                | 3                |   |             |                  |                  |                  |                  |  |             |               |               |               |               |  |  |